# Liudger van Utrecht
Liudger was bisschop van Utrecht van ca. 848 - ca. 854.
Liudger behoorde waarschijnlijk tot een welvarend geslacht waartoe verschillende andere Utrechtse bisschoppen uit de negende en tiende eeuw hebben behoord, onder wie zijn voorganger Alberik. Dat deze familie niet wars was van nepotisme blijkt uit een oorkonde uit 850. Een oom van Liudger genaamd Baldric is van plan met familievermogen een kapittel te stichten dat zal worden geleid door zijn neef Liudger, volgens een constructie die de familie duidelijk voordeel zal brengen. Liudger zou bovendien als bisschop worden opgevolgd door een naaste verwant, een zekere Craft, maar die ziet af van de zetel omdat hij, met de Noormannen in de omgeving, beducht is dat zijn aanzienlijke kapitaal aantrekkingskracht op hen zal hebben. Liudger werd begraven in de Sint-Salvatorkerk in Utrecht.